# Stelis sexmaculata
Stelis sexmaculata là một loài Hymenoptera trong họ Megachilidae. Loài này được Ashmead mô tả khoa học năm 1896.